# Clube Atlético Bragantino
Maillots
Dernière mise à jour : 13 avril 2020.
Le Clube Atlético Bragantino, appelé plus couramment Bragantino, était un club brésilien de football fondé le 8 janvier 1928 et ayant fusionné avec le Red Bull Brasil pour créer le Red Bull Bragantino le 5 avril 2019.
Il était basé à Bragança Paulista dans l'État de São Paulo. 
Le club jouait ses matchs dans le stade Nabi Abi Chedid avec une capacité comprise entre 15 000 et 21 000 spectateurs, nommé en l'honneur de Nabi Abi Chedid, homme politique brésilien d'origine libanaise dont certains membres de sa famille furent tour à tour les présidents du club (Hafiz, Jesus ou encore Marquinho).
Fondé en 1928 par des membres du Bragança Futebol Clube, le club était appelé entre 1989 et 1992 Lingüiça Mecânica (saucisse mécanique), en référence au film orange mécanique ainsi qu'à la longue tradition de production de saucisses de Bragança Paulista.

## Histoire du club

### Historique
- Le club a été fondé le 8 janvier 1928.
- 1949 : championnat de l'État de São Paulo de deuxième division.
- 1965 : promotion en 1re division du championnat de l'État de São Paulo
- 1966 : relégation en deuxième division
- 1988 : champion de l'État de São Paulo de deuxième division
- 1989 : promotion dans le championnat brésilien de Série A après avoir remporté le championnat de Série B.
- 1990 : champion de l'État de São Paulo de première division.
- 1991 : deuxième du championnat du Brésil de Série A
- 1995 : relégation dans le championnat de l'État de São Paulo de deuxième division.
- 1998 : championnat du Brésil de Série B.
- 2005 : promotion en première division du championnat de l'État de São Paulo
- 2007 : championnat du Brésil de Série C.

## Palmarès
| Compétitions nationales |
| - Championnat du Brésil : - Vice-champion : 1991. - Championnat du Brésil de série B (1) : - Champion : 1989. - Championnat du Brésil de série C (1) : - Champion : 2007. |

## Personnalités du club

### Joueurs emblématiques
- - Luiz Antônio
- - Danilo Petrolli Bueno
- - Douglas Costa de Souza
- - Éverton Santos
- - Mauro Silva
- - Paulinho
- - Emanuel Villa

### Anciens entraîneurs
- Carlos Alberto Parreira
- Vanderlei Luxemburgo